# Стара Фужина
Стара Фужина (словен. Stara Fužina) — поселення в общині Бохінь, Горенський регіон, Словенія. Висота над рівнем моря: 547,1 м.